# Баямон (Пуерто-Рико)
Баямон (ісп. Bayamón, МФА: [baʝaˈmon]) — муніципалітет Пуерто-Рико, острівної території у складі США. Заснований 22 травня 1772 року.

## Географія
Площа суходолу муніципалітету складає 115 км² (36-е місце за цим показником серед 78 муніципалітетів Пуерто-Рико).

## Демографія
Станом на 2010 рік на території муніципалітету мешкало 208 116 ос.
Динаміка чисельності населення:

## Населені пункти
Основним населеним пунктом муніципалітету Баямон є однойменне місто:
| Населений пункт | Статус | Населення :   | Населення :   | Населення :   |
| Населений пункт | Статус | на 01.04.1990 | на 01.04.2000 | на 01.04.2010 |
| --------------- | ------ | ------------- | ------------- | ------------- |
| Баямон          | Місто  | 202 103       | 203 499       | 185 996       |

## Освіта
З 1990 року в місті розташовано приватний Центральнокарибський університет.